# Страцимир Балшић
Страцимир Балшић је био српски великаш из династије Балшића.
Заједно са браћом (Ђурђем и Балшом) и оцем (Балшом) проширио је власт своје породице на Скадар (1360) и предео између Скадарског језера и Јадранског мора, а највероватније и на град Бар. Они су 1361. године постали почасни дубровачки грађани, а наредне године и млетачки.
Током рата између Србије (Војислава Војиновића) и Дубровника (1361—1362), Балшићи су стали на страну Дубровчана. Већ 1363. године отпочели су сукоби на југу њихових поседа, против кнеза Карла Топије, који су окончани 1366. године, уз посредовање Дубровчана.
Страцимир се 1369. године, заједно са браћом, обавезао да ће прећи у католицизам, у покушају да уз подршку Папства ојачају и прошире своју државу. Касније се замонашио и преминуо је 15.01.1372. године. Са надгробне плоче уз јужни зид цркве Св. Архангела у Призрену се види да му је монашко име било Сава. Текст гласи: ...дан, представи се монах Сава, а мирски назван Страцимир Балшић и вјечна му памет у љето 1372.
Страцимир се женио два пута:
- Јерином Дуклином, ћерком Прогона Дуклина
- Милицом Мрњавчевић, ћерком Вукашина Мрњавчевића

и имао је три сина:
- Ђурђа II (1385—1403)
- Гојка (умро пре 1372)
- Иваниша (умро пре 1372)

## Породично стабло
|  |                     |  |  |  |  |  |  |  |  |  |  |  |  |  |  |  |
|  | 2. Балша I          |  |  |  |  |  |  |  |  |  |  |  |  |  |  |  |
|  |                     |  |  |  |  |  |  |  |  |  |  |  |  |  |  |  |
|  |                     |  |  |  |  |  |  |  |  |  |  |  |  |  |  |  |
|  | 1. Страцимир Балшић |  |  |  |  |  |  |  |  |  |  |  |  |  |  |  |
|  |                     |  |  |  |  |  |  |  |  |  |  |  |  |  |  |  |
|  |                     |  |  |  |  |  |  |  |  |  |  |  |  |  |  |  |
|  | 3.                  |  |  |  |  |  |  |  |  |  |  |  |  |  |  |  |
|  |                     |  |  |  |  |  |  |  |  |  |  |  |  |  |  |  |
|  |                     |  |  |  |  |  |  |  |  |  |  |  |  |  |  |  |